# Erchanbald (Eichstätt)

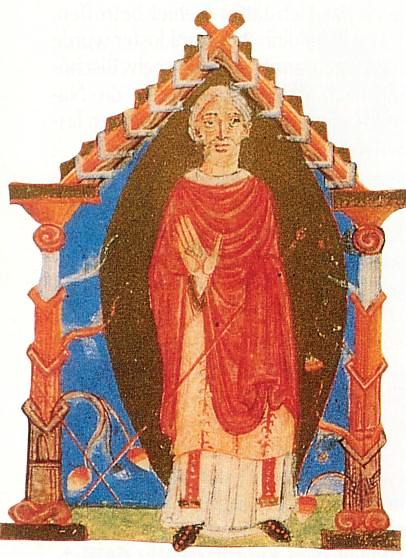
Bischof Erchanbald im Pontifikale Gundekarianum

Erchanbald (* vor 882; † 19. September 912, auch Erchanbold) war Bischof von Eichstätt von 882 bis 912.

## Leben und Wirken
Erchanbald stammte aus alemannischem Adel, wobei die von historischen Quellen angegebene Verwandtschaft mit den Karolingern nicht auszuschließen ist. Die Ernennung zum Bischof dürfte von Karl III. vollzogen worden sein. Offenbar für seine Parteinahme zugunsten Arnulfs wurde der Besitz des zunächst gering ausgestatteten Bistums durch Schenkungen erheblich erweitert. Mit der Schenkung des Reichsgutes Herrieden fallen auch dessen österreichische Besitzungen an das Bistum. Offenbar als Folge der Babenberger Fehde, die das Bistum Würzburg erschütterte, gelangten babenbergische Besitzungen im thüringischen Grabfeld und am Main in Eichstätter Besitz. Erchanbald ist auf mehreren Versammlungen im Reich bis in die Zeit Ludwigs des Kindes nachweisbar. So nahm er auch an der Synode von Trebur 895 teil.
Von ihm erhielt er auch das Recht, Befestigungen zu errichten. Eichstätt erhielt im Dombezirk eine Ummauerung. Anlass hat wohl der Einfall der Ungarn gegeben, die auch für die Zerstörung des ersten Eichstätter Domes verantwortlich gemacht werden.
Der Domkleriker Wolfhard von Herrieden verfasste im Auftrag von Erchanbald ein Martyrologium und ein Buch über die Monheimer Walpurgiswunder.